# KNVB Beker 2008/09 (mannen)
Het seizoen 2008/09 van de KNVB Beker was de 91e editie van de Nederlandse voetbalcompetitie met als inzet de KNVB Beker en een plek in de play-offronde van de UEFA Europa League 2009/10. 88 ploegen uit de Eredivisie, Eerste divisie en verschillende amateurklassen namen deel aan het toernooi, dat bestond uit zeven knock-outronden. Het toernooi werd georganiseerd door de Koninklijke Nederlandse Voetbalbond (KNVB).
De competitie begon op 30 augustus 2008 met een eerste ronde waaraan enkel amateurteams deelnamen. Op 17 mei 2009 werd de finale gespeeld in De Kuip in Rotterdam.
Sc Heerenveen won voor het eerst in haar geschiedenis de beker, nadat zij FC Twente in de finale met strafschoppen versloeg.

## Deelnemers
De achttien ploegen uit de Eredivisie en twintig ploegen uit de Eerste divisie hadden zich automatisch voor het toernooi geplaatst. Zij hadden een bye voor de eerste ronde. Via de Districtsbeker, seizoen 2007/2008 plaatsten zich 24 amateurteams uit verschillende klassen. Voor het eerst wisten zich twee teams uit de Reservehoofdklasse te plaatsen, namelijk de tweede elftallen van Quick Boys en Hollandia. Opvallend detail is dat beide teams hun eigen eerste elftal versloegen. Quick Boys 2 versloeg Quick Boys 1 na strafschoppen en Hollandia 2 won met 5-1 van Hollandia 1. Beide eerste elftallen kwalificeerden zich echter via de reguliere competitie.
Via de competitie in seizoen 2007/08 plaatsten zich 24 hoofdklassers. Tevens werden twee beloftenteams van betaaldvoetbalorganisaties uitgenodigd, namelijk landskampioen 2007/08 Jong FC Twente en bekerwinnaar 2007/08 Jong PSV. De beloftenteams stroomden in in de tweede ronde.
In de onderstaande overzichten staan de deelnemende teams. Het cijfer tussen haakjes geeft aan welke ronde het team heeft gehaald. De winnaar is vetgedrukt.

#### Eredivisie
- ADO Den Haag (4)
- Ajax (3)
- AZ (5)
- Feyenoord (4)
- De Graafschap (5)

- FC Groningen (4)
- sc Heerenveen
- Heracles Almelo (2)
- NAC Breda (6)
- N.E.C. (5)

- PSV (3)
- Roda JC (5)
- Sparta Rotterdam (4)
- FC Twente (7)

- FC Utrecht (2)
- Vitesse (3)
- FC Volendam (6)
- Willem II (3)

#### Eerste divisie
- AGOVV Apeldoorn (3)
- SC Cambuur-Leeuwarden (3)
- FC Den Bosch (3)
- FC Dordrecht (4)
- FC Eindhoven (3)

- FC Emmen (2)
- Excelsior (4)
- Fortuna Sittard (3)
- Go Ahead Eagles (2)
- Haarlem (2)

- Helmond Sport (2)
- MVV (2)
- FC Omniworld (3)
- RBC Roosendaal (2)
- RKC Waalwijk (3)

- Telstar (3)
- TOP Oss (2)
- BV Veendam (2)
- VVV-Venlo (2)
- FC Zwolle (2)

#### Beloftenteams
- Jong FC Twente (2)
- Jong PSV (2)

#### Hoofdklasse amateurs
Ploegen hebben zich geplaatst via de competitie 2007/08, tenzij anders aangegeven.
- Achilles '29 (DB) (4)
- Ajax (amateurs) (DB) (2)
- Argon (1)
- Baronie (DB) (1)
- De Bataven (DB) (2)
- Be Quick 1887 (DB) (2)
- Be Quick '28 (2)
- Capelle (2)
- DESK (1)

- Deurne (1)
- DOTO (1)
- DWV (DB) (1)
- Excelsior '31 (1)
- Gemert (DB) (1)
- GVVV (2)
- Haaglandia/Winston (3)
- HHC Hardenberg (3)
- HVV Hollandia (2)

- HSC '21 (2)
- IJsselmeervogels (2)
- Kozakken Boys (2)
- FC Lienden (4)
- FC Lisse (2)
- ONS Sneek (1)
- Papendrecht (2)
- Quick Boys (2)
- Rijnsburgse Boys (DB) (3)

- Schijndel (DB) (1)
- SHO (DB) (1)
- Spakenburg (2)
- Sparta Nijkerk (DB) (2)
- De Treffers (2)
- UNA (1)
- WKE (3)
- Westlandia (1)

(DB): Club heeft zich geplaatst via districtsbeker.

#### Overige amateurs
Ploegen hebben zich geplaatst via de districtsbeker 2007/08.
- Achilles Veen (Eerste klasse) (1)
- VV ASVB (Derde klasse) (1)
- Eems Boys (Tweede klasse) (1)

- EHC (Eerste klasse) (2)
- Glanerbrug (Vijfde klasse) (1)
- Groene Ster (Eerste klasse) (1)

- Hoogeveen (Eerste klasse) (1)
- RKVVO (Tweede klasse) (1)
- SMVC Fair Play (Vierde klasse) (1)

- GVV Unitas (Eerste klasse) (1)
- XerxesDZB (Vierde klasse) (1)

#### Reservehoofdklasse
Ploegen hebben zich geplaatst via de districtsbeker 2007/08.
- Hollandia-2 (1)
- Quick Boys-2 (2)

## 1e ronde
Voor de eerste ronde werd geloot op 8 juli 2008. 48 amateurploegen spelen tegen elkaar, de 24 winnaars gingen door naar de tweede ronde.

### Wedstrijden
De grootste overwinning werd door Haaglandia/Sir Winston geboekt bij derdeklasser VV ASVB: 10-0. Be Quick 1887 stond in de wedstrijd tegen Xerxes na 90 minuten nog op 1-1. In de verlenging scoorde de ploeg vijf keer, waardoor de einduitslag 6-1 werd. Sylvano Comvalius van Quick Boys 2 scoorde vier doelpunten tegen Hollandia 2 en was hiermee topscorer van de eerste ronde. Onder de winnaars waren 22 ploegen uit de Hoofdklasse, één uit de Eerste klasse (EHC) en één uit de reservehoofdklasse (Quick Boys 2).

| Datum            | Wedstrijd                          | Uitslag                    | Scoreverloop |
| ---------------- | ---------------------------------- | -------------------------- | --- |
| 30 augustus 2008 | Achilles '29 – Achilles Veen       | 3 – 1 (2 – 0)              | 20' Ivo Rigter 1-0, 43' Ivo Rigter 2-0, 54' Thijs Hendriks 3-0, 90' Niels Dominicus (pen) 3-1 |
| 30 augustus 2008 | Argon – Capelle                    | 1 – 3 (0 – 2)              | 12' Bob Vermunt 0-1, 45' Nick van Baaren 0-2, 47' Bob Vermunt 0-3, 87' Duane Sinester 1-3 |
| 30 augustus 2008 | Baronie – Quick Boys               | 0 – 4 (0 – 2)              | 3' Maarten Bak 0-1, 16' Chima Onyeike 0-2, 66' Maarten Bak 0-3, 77' Jaap van der Plas 0-4 |
| 30 augustus 2008 | De Bataven – ONS Sneek             | 3 – 3 n.v. (2 – 2) (1 – 0) | 5' Rein Meekels 1-0, 72' Rob Das 2-0, 77' Ton Haarman 2-1, 90' Klaas Johan Knevelman 2-2, 108' Rein Meekels 3-2, 115' Chalong de Bruin 3-3 De Bataven wint na strafschoppen                                                                |
| 30 augustus 2008 | Eems Boys – EHC                    | 0 – 3 (0 – 2)              | 12' Martijn Steenbrugge 0-1, 26' Roel Babb 0-2, 87' Ron Starmans 0-3 |
| 30 augustus 2008 | Groene ster – FC Lisse             | 1 – 2 n.v. (0 – 0)         | 91' Irio Lagarde 1-0, 106' Marvin Nieuwlaat 1-1, 117' Jelle Korbee 1-2 |
| 30 augustus 2008 | GVVV – Deurne                      | 1 – 1 n.v. (1 – 1) (0 – 0) | 67' Bart van Schijndel 0-1, 90' Simon Brouwer 1-1 GVVV wint na strafschoppen |
| 30 augustus 2008 | HHC Hardenberg – Schijndel/Bol acc | 2 – 1 (0 – 1)              | 7' Ronnie Hoevenaars 0-1, 79' Ruud Bruns 1-1, 80' Kenny Kroeze 2-1 |
| 30 augustus 2008 | Hoogeveen – Be Quick '28           | 1 – 3 (0 – 2)              | 12' Rob Mijnheer 0-1, 19' Marino Promes 0-2, 76' Randy Balsala 1-2, 88' Herman Jan Stavast (e.d.) 1-3 |
| 30 augustus 2008 | HSC '21 – DOTO                     | 2 – 1 (1 – 1)              | 9' Daan Akkerman 1-0, 13' Onno Doeland 1-1, 49' Daan Akkerman 2-1 |
| 30 augustus 2008 | Quick Boys 2 – Hollandia 2         | 7 – 2 (1 – 0)              | Sylvano Comvalius 1-0, Bennie van Fruchten 2-0, Sylvano Comvalius 3-0, Mo El Bonzani 3-1, Sylvano Comvalius 4-1, Bennie van Fruchten 5-1, Sylvano Comvalius 6-1, Travis Reuser 6-2, Arris Verdoes 7-2                                      |
| 30 augustus 2008 | Rijnsburgse Boys – DESK            | 5 – 0 (3 – 0)              | 6' Bennie van Noord 1-0, 41' Danny van der Vijver 2-0, 45' Richal Leitoe 3-0, 48' Danny van der Vijver 4-0, 52' Richal Leitoe 5-0 |
| 30 augustus 2008 | SHO – Papendrecht                  | 1 – 2 (1 – 2)              | 8' Giovanni Klaverweide 0-1, 26' Andrew Dias d'Ullois 1-1, 33' Geert Bakker (pen) 1-2 |
| 30 augustus 2008 | SMVC Fair Play – Ajax (amateurs)   | 0 – 2 (0 – 2)              | 20' Richard Lynch 0-1, 23' Furghill Lie-A-Kwie 0-2 |
| 30 augustus 2008 | Spakenburg – Gemert                | 2 – 2 n.v. (2 – 2) (0 – 1) | 17' Bas van de Berk 0-1, 55' Jos Bouw 1-1, 78' Mo Idrissi 1-2, 88' Jos Bouw 2-2 Spakenburg wint na strafschoppen |
| 30 augustus 2008 | Sparta Nijkerk – RKVVO             | 5 – 0 (0 – 0)              | 56' Lopes-Dinis Magalhães 1-0, 63' Arjen van Dijk 2-0, 70' Stefan Fredriksen 3-0, 83' Lopes-Dinis Magalhães 4-0, 89' Stefan Fredriksen 5-0                                                                                                 |
| 30 augustus 2008 | De Treffers – Excelsior '31        | 4 – 0 (1 – 0)              | 39' Kevin Sissing 1-0, 56' Ümran Bozbıyık 2-0, 63' Kevin Sissing 3-0, 78' Rob Zegers (pen) 4-0 |
| 30 augustus 2008 | UNA – Kozakken Boys                | 0 – 2 (0 – 1)              | 43' Marruchen Zimmerman 0-1, 81' Marruchen Zimmerman 0-2 |
| 30 augustus 2008 | IJsselmeervogels – Glanerbrug      | 4 – 0 (2 – 0)              | 19' Jasper Bolland 1-0, 37' Kwong-Wah Steinraht 2-0, 57' Kevin Winter 3-0, 67' Kwong-Wah Steinraht 4-0 |
| 31 augustus 2008 | VV ASVB – Haaglandia/Sir Winston   | 0 – 10 (0 – 4)             | 14' Peter Maseland 0-1, 17' Brutil Hosé 0-2, 21' Nick de Keijzer 0-3, 23' Bernardo Bor 0-4, 46' Quincy Allée 0-5, 48' Bram van der Berg 0-6, 52' Bram van der Berg 0-7, 74' Tim de Best 0-8, 79' Nick de Keijzer 0-9, 83' Tim de Best 0-10 |
| 31 augustus 2008 | DWV – FC Lienden                   | 0 – 1 (0 – 0)              | 70' Roel Hendriks 0-1 |
| 31 augustus 2008 | Westlandia – Hollandia             | 1 – 1 n.v. (0 – 0)         | 92' Raily Ignacio 1-0, 95' Jordi Piek 1-1 Hollandia wint na strafschoppen |
| 31 augustus 2008 | WKE – Unitas                       | 3 – 1 (1 – 0)              | 26' Paul Weerman 1-0, 52' Paul Weerman 2-0, 58' Jeroen Rigbers 2-1, 65' Berend Oosting 3-1 |
| 31 augustus 2008 | XerxesDZB – Be Quick 1887          | 1 – 6 n.v. (1 – 1) (0 – 0) | 79' Johan Molenaar 0-1, 85' John Heijnekamp 1-1, 92' Rudmer Wiersma 1-2, 95' Willem Lanjouw 1-3, 103' Rudmer Wiersma 1-4, 110' Willem Lanjouw 1-5, 112' Willem Lanjouw 1-6                                                                 |

## 2e ronde
Voor de tweede ronde werd net als voor de eerste ronde geloot op 8 juli. Ploegen uit de Eredivisie en Eerste divisie en de twee beloftenteams stroomden in deze ronde in. Voetballer Erik Pieters, die enkele dagen eerder van FC Utrecht naar PSV was getransfereerd, assisteerde bij de loting en koppelde zijn oude ploeg aan Ajax en zijn nieuwe ploeg PSV aan het beloftenteam van PSV.

### Wedstrijden
PSV had weinig moeite met Jong PSV: 3-0. Eerstedivisieclubs Go Ahead Eagles en RBC Roosendaal werden uitgeschakeld door de amateurs van respectievelijk HHC Hardenberg en Rijnsburgse Boys. Van de ploegen uit de Eredivisie werden Heracles Almelo en FC Utrecht meteen uitgeschakeld. Zij moesten het in uitwedstrijden opnemen tegen AZ en Ajax.
Twee teams uit de Eerste divisie zijn verslagen door amateurteams: Go Ahead Eagles verloor uit na verlenging tegen HHC Hardenberg en RBC Roosendaal werd ook uit verslagen door Rijnsburgse Boys.
| Datum             | Wedstrijd                            | Uitslag                    | Scoreverloop |
| ----------------- | ------------------------------------ | -------------------------- | --- |
| 23 september 2008 | AZ – Heracles Almelo                 | 3 – 0 (1 – 0)              | 4' Héctor Aldredo Moreno Herrera 1-0, 51' Mounir El Hamdaoui 2-0, 86' Graziano Pellè 3-0 |
| 23 september 2008 | Be Quick '28 – RKC Waalwijk          | 1 – 2 (1 – 2)              | 22' Ferne Snoyl 0-1, 26' Yassine Manar 1-1, 43' Anthony Obodai 1-2 |
| 23 september 2008 | SC Cambuur Leeuwarden – FC Zwolle    | 3 – 3 n.v. (3 – 3) (1 – 1) | 21' Paul Beekmans 1-0, 42' Albert van der Haar (pen) 1-1, 68' Ruud ter Heide 2-1, 72' Erik Bakker 2-2, 87' Thiago Grizolli 2-3, 90' Sandor van der Heide 3-3 SC Cambuur Leeuwarden wint na strafschoppen |
| 23 september 2008 | FC Den Bosch – Haarlem               | 2 – 1 (1 – 1)              | 8' Adnan Barakat 1-0, 45' Wilmer Kousemaker 1-1, 90' Diangi Matusiwa 2-1 |
| 23 september 2008 | FC Dordrecht – BV Veendam            | 3 – 2 (1 – 1)              | 39' Juanito Sequeira 1-0, 41' Maarten Woudenberg 1-1, 72' Ruud Kras 2-1, 79' Nick Coster 3-1, 81' Michiel Hemmen 3-2                                                                                     |
| 23 september 2008 | EHC – Fortuna Sittard                | 0 – 3 (0 – 2)              | 9' Rick Geenen 0-1, 43' Ruud Boymans 0-2, 79' Rick Geenen 0-3 |
| 23 september 2008 | Helmond Sport – FC Omniworld         | 2 – 2 n.v. (2 – 2) (2 – 0) | 20' Youssef Chida 1-0, 40' Dirk-Jan Derksen 2-0, 62' Sander Duits (pen) 2-1, 85' Jamal Dibi 2-2 FC Omniworld wint na strafschoppen                                                                       |
| 23 september 2008 | HHC Hardenberg – Go Ahead Eagles     | 1 – 1 n.v. (1 – 1) (0 – 0) | 64' Achmed Ahahaoui (pen) 0-1, 86' Tony Alberda 1-1 HHC Hardenberg wint na strafschoppen |
| 23 september 2008 | Jong PSV – PSV                       | 0 – 3 (0 – 1)              | 4' Stijn Wuytens 0-1, 46' Danko Lazović 0-2, 90' Danko Lazović 0-3 |
| 23 september 2008 | FC Lisse – Achilles '29              | 3 – 4 (3 – 2)              | 15' Rik Vermeulen 1-0, 17' Rik Vermeulen 2-0, 32' Ivo Rigter 2-1, 45' Ivo Rigter 2-2, 45' Michael van der Laan 3-2, 62' Roy Grootaert 3-3, 90' Gradus Hempenius 3-4                                      |
| 23 september 2008 | Quick Boys – Willem II               | 0 – 1 (0 – 0)              | 62' Saïd Boutahar 0 – 1 |
| 23 september 2008 | Rijnsburgse Boys – RBC Roosendaal    | 2 – 1 (0 – 1)              | 16' Sven Delanoy 0–1, 82' Bennie van Noord 1–1, 85' Djuric Ascencion 2 – 1 |
| 23 september 2008 | IJsselmeervogels – AGOVV Apeldoorn   | 1 – 3 (0 – 1)              | 15' Julius Wille 0-1, 60' Hans van de Haar 0-2, 68' André Kemper 1-2, 70' Stanley Tailor 1-3 |
| 24 september 2008 | Ajax (amateurs) – Vitesse            | 0 – 2 (0 – 1)              | 42' Rogier Molhoek 0-1, 67' Civard Sprockel 0-2 |
| 24 september 2008 | De Bataven – Excelsior               | 0 – 1 (0 – 0)              | 58' Johan Voskamp 0-1 |
| 24 september 2008 | Capelle – Roda JC                    | 2 – 4 (2 – 2)              | 9' Harrie Gommans 0-1, 10' Jeanvion Yulu-Matondo 0-2, 34' Alex van Duijvenbode 1-2, 38' Patrick Molendijk 2-2, 51' Jeanvion Yulu-Matondo 2-3, 53' Marcel de Jong 2-4                                     |
| 24 september 2008 | FC Emmen – FC Twente                 | 0 – 5 (0 – 2)              | 13' Theo Janssen 0-1, 26' Youssouf Hersi 0-2, 54' Stein Huysegems 0-3, 65' Eljero Elia 0-4, 90' Eljero Elia 0-5                                                                                          |
| 24 september 2008 | Feyenoord – TOP Oss                  | 3 – 0 n.v.                 | 92' Roy Makaay 1-0, 109' Michał Janota 2-0, 118' Michał Janota 3-0 |
| 24 september 2008 | GVVV – NAC Breda                     | 1 – 3 (0 – 3)              | 10' Martijn Reuser 0-1, 12' Matthew Amoah 0-2, 35' Joonas Kolkka 0-3, 87' Dennis van Meegdenburg 1-3 |
| 24 september 2008 | HSC '21 – Sparta Rotterdam           | 1 – 2 (1 – 0)              | 16' Daan Akkerman 1-0, 59' Joey Godee 1-1, 78' Cees Toet 1-2 |
| 24 september 2008 | Kozakken Boys – WKE                  | 1 – 2 n.v. (1 – 1) (0 – 0) | 59' Paul Weerman 0-1, 89' Andro Franca (pen) 1-1, 108' Paul Weerman 1-2 |
| 24 september 2008 | MVV – sc Heerenveen                  | 0 – 3 (0 – 2)              | 13' Roy Beerens 0-1, 17' Paulo Henrique Carneiro Filho 0-2, 49' Gerald Sibon 0-3 |
| 24 september 2008 | Quick Boys 2 – FC Eindhoven          | 0 – 3 (0 – 1)              | 26' Tim Nelemans 0-1, 52' Serhat Koç 0-2, 87' Serhat Koç 0-3 |
| 24 september 2008 | Spakenburg – Telstar                 | 0 – 1 (0 – 1)              | 4' Marien Willemsen 0-1 |
| 24 september 2008 | Sparta Nijkerk – FC Lienden          | 1 – 2 n.v. (1 – 1) (0 – 0) | 66' Stefan Frederiksen 1-0, 74' Rik van de Langenberg 1-1, 119' Erik de Kruijk 1-2 |
| 24 september 2008 | De Treffers – De Graafschap          | 3 – 4 n.v. (3 – 3) (3 – 3) | 4' Donny de Groot 0-1, 7' Bas Bakker 1-1, 14' Donny de Groot 1-2, 18' Donny de Groot 1-3, 22' Saïd Erchargui 2-3, 38' Ümran Bozbıyık 3-3, 112' Mark Bloemendaal 3-4                                      |
| 24 september 2008 | VVV-Venlo – FC Volendam              | 2 – 3 n.v. (2 – 2) (0 – 0) | 52' Jack Tuijp 0-1, 64' Ferry de Regt 1-1, 73' Mathieu Boots 1-2, 90' Marnix Kolder 2-2, 97' Cecilio Lopes 2-3                                                                                           |
| 25 september 2008 | Ajax – FC Utrecht                    | 2 – 0 (0 – 0)              | 70' Luis Suárez 1-0, 87' Klaas-Jan Huntelaar 2-0 |
| 25 september 2008 | Be Quick 1887 – N.E.C.               | 0 – 5 (0 – 2)              | 24' Youssef El Akchaoui (pen) 0-1, 34' Rutger Worm 0-2, 55' Joël Tshibamba 0-3, 65' Lasse Schöne 0-4, 82' Lasse Schöne 0-5                                                                               |
| 25 september 2008 | Hollandia – FC Groningen             | 2 – 3 (1 – 0)              | 17' Ivo Rottiné 1-0, 60' Klaas Vriend 2-0, 65' Marcus Berg 2-1, 88' Marcus Berg (pen) 2-2, 90' Marcus Berg 2-3                                                                                           |
| 25 september 2008 | Jong FC Twente – ADO Den Haag        | 1 – 4 (1 – 3)              | 10' Lex Immers 0-1, 27' Csaba Horváth 0-2, 36' Karim Soltani 0-3, 45' Joran Pot 1-3, 69' Fabio Caracciolo 1-4                                                                                            |
| 25 september 2008 | Papendrecht – Haaglandia/Sir Winston | 3 – 3 n.v. (1 – 1) (1 – 0) | 3' Giovanni Klaverweide 1-0, 46' Quincy Allée 1-1, 92' Samir Acharrat 2-1, 104' Giovanni Klaverweide 3-1, 108' Soenil Malaha 3-2, 118' Erkan Sensoy 3-3 Haaglandia/Sir Winston wint na strafschoppen     |

## 3e ronde
Voor de derde ronde werd geloot op 25 september. Er zijn nog maar zes amateurteams over, die allemaal spelen in de Hoofdklasse. Verder is er de wedstrijd PSV-AZ, tussen twee van de topvier teams in de Eredivisie. De wedstrijd HHC Hardenberg-Feyenoord wordt gespeeld in het Univé Stadion te Emmen in plaats van bij HHC Hardenberg.

### Wedstrijden
|                        |                                     |               |                                                                |                                                                     |
| 11 november 2008 20:00 | AGOVV Apeldoorn                     | 2 – 3 (2 – 1) | FC Dordrecht                                                   | Stadion Berg & Bos Toeschouwers: 2.500 Scheidsrechter: Jan Wegereef |
| 11 november 2008 20:00 | Jeremy Bokila 25' Dries Mertens 36' |               | 23' Didi Longuet 63' (pen) Eddy Putter 66' Jerson Anes Ribeiro | Stadion Berg & Bos Toeschouwers: 2.500 Scheidsrechter: Jan Wegereef |

|                        |                                        |               |              |                                                                         |
| 11 november 2008 20:00 | Excelsior                              | 2 – 0 (0 – 0) | FC Den Bosch | Stadion Woudestein Toeschouwers: 1.650 Scheidsrechter: Richard Liesveld |
| 11 november 2008 20:00 | Rogier Veenstra 82' Mathijs Benard 89' |               |              | Stadion Woudestein Toeschouwers: 1.650 Scheidsrechter: Richard Liesveld |

|                        |                                |            |                  |                                                                             |
| 11 november 2008 20:00 | N.E.C.                         | 1 – 0 n.v. | Rijnsburgse Boys | McDOS Goffertstadion Toeschouwers: 9.500 Scheidsrechter: Mike van der Roest |
| 11 november 2008 20:00 | Youssef El Akchaoui (pen) 101' |            |                  | McDOS Goffertstadion Toeschouwers: 9.500 Scheidsrechter: Mike van der Roest |

|                        |              |                     |           |                                                                               |
| 11 november 2008 20:00 | FC Omniworld | 0 – 1 (0 – 0)       | NAC Breda | Mitsubishi Forklift-Stadion Toeschouwers: 2.900 Scheidsrechter: Björn Kuipers |
| 11 november 2008 20:00 |              | 90+2' Matthew Amoah |           | Mitsubishi Forklift-Stadion Toeschouwers: 2.900 Scheidsrechter: Björn Kuipers |

|                        |                                      |               |                                             |                                                                       |
| 11 november 2008 20:00 | RKC Waalwijk                         | 1 – 2 (1 – 0) | Achilles '29                                | Mandemakers Stadion Toeschouwers: 1.150 Scheidsrechter: Tess de Groot |
| 11 november 2008 20:00 | Anton Jongsma 18' Theo Zwarthoed 68' |               | 70' Thijs Hendriks (pen) 83' Thijs Hendriks | Mandemakers Stadion Toeschouwers: 1.150 Scheidsrechter: Tess de Groot |

|                        |                 |               |           |                                                                          |
| 11 november 2008 20:45 | Roda JC         | 1 – 0 (1 – 0) | Willem II | Parkstad Limburg Stadion Toeschouwers: 6.500 Scheidsrechter: Ruud Bossen |
| 11 november 2008 20:45 | Sekou Cissé 42' |               |           | Parkstad Limburg Stadion Toeschouwers: 6.500 Scheidsrechter: Ruud Bossen |

|                        |                                      |               |                                                                           |                                                                         |
| 11 november 2008 20:00 | WKE                                  | 2 – 4 (0 – 1) | De Graafschap                                                             | Sportpark Grote Geert Toeschouwers: 2.337 Scheidsrechter: Michel Winter |
| 11 november 2008 20:00 | Paul Weerman 77' Berry Hoogeveen 89' |               | 22' Jason Oost 69' Donny de Groot 76' Geert den Ouden 90' Geert den Ouden | Sportpark Grote Geert Toeschouwers: 2.337 Scheidsrechter: Michel Winter |

|                        |                                                                           |               |                  |                                                                     |
| 12 november 2008 20:00 | ADO Den Haag                                                              | 4 – 1 (3 – 0) | Fortuna Sittard  | ADO Den Haag Stadion Toeschouwers: 2.800 Scheidsrechter: Ed Janssen |
| 12 november 2008 20:00 | Hurşut Meriç 17' Fabio Caracciolo 30' Wesley Verhoek 35' Hurşut Meriç 56' |               | 86' Ruud Boymans | ADO Den Haag Stadion Toeschouwers: 2.800 Scheidsrechter: Ed Janssen |

|                        |                           |            |     |                                                                 |
| 12 november 2008 20:45 | AZ                        | 1 – 0 n.v. | PSV | DSB Stadion Toeschouwers: 15.793 Scheidsrechter: Eric Braamhaar |
| 12 november 2008 20:45 | David Mendes da Silva 98' |            |     | DSB Stadion Toeschouwers: 15.793 Scheidsrechter: Eric Braamhaar |

|                        |                                 |               |                                                   |                                                                        |
| 12 november 2008 20:00 | FC Eindhoven                    | 2 – 3 (2 – 3) | FC Twente                                         | Jan Louwers Stadion Toeschouwers: 3.200 Scheidsrechter: Pol van Boekel |
| 12 november 2008 20:00 | Tim Nelemans 32' Serhat Koç 45' |               | 6' Rob Wielaert 15' Eljero Elia 25' Blaise N'kufo | Jan Louwers Stadion Toeschouwers: 3.200 Scheidsrechter: Pol van Boekel |

|                        | |               |                        |                                                                          |
| 12 november 2008 20:00 | sc Heerenveen | 7 – 0 (5 – 0) | Haaglandia/Sir Winston | Abe Lenstra Stadion Toeschouwers: 8.000 Scheidsrechter: Serdar Gözübüyük |
| 12 november 2008 20:00 | Christian Grindheim 9' Danijel Pranjić 14' Danijel Pranjić 22' Bonaventure Kalou 24' Danijel Pranjić 33' Tarik Elyounoussi 55' Goran Popov 90' |               |                        | Abe Lenstra Stadion Toeschouwers: 8.000 Scheidsrechter: Serdar Gözübüyük |

|                        |                    |               |         |                                                                         |
| 12 november 2008 20:00 | FC Lienden         | 1 – 0 (0 – 0) | Vitesse | Sportpark de Abdijhof Toeschouwers: 2.150 Scheidsrechter: Dennis Higler |
| 12 november 2008 20:00 | Erik de Kruijk 78' |               |         | Sportpark de Abdijhof Toeschouwers: 2.150 Scheidsrechter: Dennis Higler |

|                        |                                    |               |                       |                                                                               |
| 12 november 2008 20:00 | Sparta Rotterdam                   | 2 – 1 (1 – 0) | SC Cambuur Leeuwarden | Sparta-Stadion Het Kasteel Toeschouwers: 3.962 Scheidsrechter: Tom van Sichem |
| 12 november 2008 20:00 | Kevin Strootman 35' Joey Godee 49' |               | 67' Mark de Vries     | Sparta-Stadion Het Kasteel Toeschouwers: 3.962 Scheidsrechter: Tom van Sichem |

|                        |         |                                                 |              |                                                                               |
| 12 november 2008 20:00 | Telstar | 0 – 3 (0 – 1)                                   | FC Groningen | Sportpark Schoonenberg Toeschouwers: 1.963 Scheidsrechter: Raymond van Meenen |
| 12 november 2008 20:00 |         | 16' Berry Powel 52' Danny Holla 57' Marcus Berg |              | Sportpark Schoonenberg Toeschouwers: 1.963 Scheidsrechter: Raymond van Meenen |

|                        |                 |            |      |                                                                  |
| 12 november 2008 18:45 | FC Volendam     | 1 – 0 n.v. | Ajax | Kras Stadion Toeschouwers: 5.224 Scheidsrechter: Jack van Hulten |
| 12 november 2008 18:45 | Jack Tuijp 111' |            |      | Kras Stadion Toeschouwers: 5.224 Scheidsrechter: Jack van Hulten |

|                        |                     |               |                                                                               |                                                                  |
| 13 november 2008 20:45 | HHC Hardenberg      | 1 – 5 (1 – 1) | Feyenoord                                                                     | Univé Stadion Toeschouwers: 8.500 Scheidsrechter: Danny Makkelie |
| 13 november 2008 20:45 | Gerben Tieltjes 24' |               | 31' Luís Pedro 51' Roy Makaay 52' Luís Pedro 76' Roy Makaay 85' Kevin Hofland | Univé Stadion Toeschouwers: 8.500 Scheidsrechter: Danny Makkelie |

## 4e ronde
Voor de kwartfinales wordt geloot op 22 januari 2009. Opvallend is dat er net zoveel amateurclubs in de koker zitten als Eerste divisie teams. Allebei de amateurclubs moeten uit weten te winnen. FC Lienden moet het tegen Roda JC opnemen en Achilles '29 moet het opnemen tegen AZ. De twee clubs uit de Eerste divisie, FC Dordrecht en Excelsior, spelen tegen De Graafschap en FC Volendam. Feyenoord-sc Heerenveen wordt door meeste gezien als de topper.

### Wedstrijden
|                       |                   |               |                                    |                                                                     |
| 20 januari 2009 20:00 | FC Dordrecht      | 0 – 1 (0 – 0) | De Graafschap                      | GN Bouw Stadion Toeschouwers: 2.569 Scheidsrechter: Dick van Egmond |
| 20 januari 2009 20:00 | Sjoerd Rensen 70' |               | 68' Léon Hese 71' (pen) Jason Oost | GN Bouw Stadion Toeschouwers: 2.569 Scheidsrechter: Dick van Egmond |

|                       |                 |               |                                                                 |                                                                     |
| 20 januari 2009 20:45 | Feyenoord       | 0 – 3 (0 – 1) | sc Heerenveen                                                   | Stadion Feijenoord Toeschouwers: 22.700 Scheidsrechter: Pieter Vink |
| 20 januari 2009 20:45 | André Bahia 46' |               | 37' Viktor Elm 52' Michel Breuer 73' Viktor Elm 82' Roy Beerens | Stadion Feijenoord Toeschouwers: 22.700 Scheidsrechter: Pieter Vink |

|                       |                                                           |               |              |                                                                 |
| 21 januari 2009 20:00 | AZ                                                        | 3 – 0 (1 – 0) | Achilles '29 | DSB Stadion Toeschouwers: 13.313 Scheidsrechter: Danny Makkelie |
| 21 januari 2009 20:00 | Sébastien Pocognoli 11' Mousa Dembélé 72' Gill Swerts 73' |               |              | DSB Stadion Toeschouwers: 13.313 Scheidsrechter: Danny Makkelie |

|                       | |                           | |                                                                      |
| 21 januari 2009 20:45 | NAC Breda | 2 −2 n.v. (1 – 1) (0 – 0) | FC Groningen | Rat Verlegh Stadion Toeschouwers: 11.777 Scheidsrechter: Bas Nijhuis |
| 21 januari 2009 20:45 | Tim Gilissen 38' Martijn Reuser 47' Nourdin Boukhari 56' Patrick Zwaanswijk 78' Fouad Idabdelhay 97' Nourdin Boukhari 99' Patrick Zwaanswijk 100' | Verslag[dode link]        | 43' Gibril Sankoh 64' Gonzalo Manuel García García 79' Yevgeniy Levchenko 89' Andreas Granqvist 106' Goran Lovre 115' Andreas Granqvist | Rat Verlegh Stadion Toeschouwers: 11.777 Scheidsrechter: Bas Nijhuis |

|                       |                                                                                   |               |                                                                                      |                                                                         |
| 21 januari 2009 20:45 | N.E.C.                                                                            | 2 – 1 (1 – 1) | Sparta Rotterdam                                                                     | mcDOS Goffertstadion Toeschouwers: 10.500 Scheidsrechter: Roelof Luinge |
| 21 januari 2009 20:45 | Daniel Fernández 13' Lasse Schöne 36' Jhon van Beukering 55' Rachid Bouaouzan 84' |               | 2' Yuri Rose 9' Ruud Knol 28' Joey Godee 72' Sander van Gessel 83' Donovan Slijngard | mcDOS Goffertstadion Toeschouwers: 10.500 Scheidsrechter: Roelof Luinge |

|                       |                                                       |            |                                   |                                                                         |
| 21 januari 2009 20:00 | Roda JC                                               | 2 – 0 n.v. | FC Lienden                        | Parkstad Limburg Stadion Toeschouwers: 6.700 Scheidsrechter: Kevin Blom |
| 21 januari 2009 20:00 | Marcel Meeuwis 62' Marcel de Jong 92' Andres Oper 97' |            | 62' Roy van Dijk 90' Jordi Brands | Parkstad Limburg Stadion Toeschouwers: 6.700 Scheidsrechter: Kevin Blom |

|                       |                                                                           |               |                                           |                                                                |
| 21 januari 2009 20:00 | FC Volendam                                                               | 3 – 0 (0 – 0) | Excelsior                                 | Kras Stadion Toeschouwers: 2.080 Scheidsrechter: Ben Haverkort |
| 21 januari 2009 20:00 | Melvin Platje 80' Jack Tuijp 83' Melvin Platje 90' Dominique van Dijk 90' |               | 10' Leen van Steensel 52' Guyon Fernandez | Kras Stadion Toeschouwers: 2.080 Scheidsrechter: Ben Haverkort |

|                       |                                     |               | |                                                                       |
| 28 januari 2009 20:00 | ADO Den Haag                        | 1 – 5 (1 – 4) | FC Twente | ADO Den Haag Stadion Toeschouwers: 9.880 Scheidsrechter: Jan Wegereef |
| 28 januari 2009 20:00 | Ekrem Kahya 11' Richard Knopper 43' |               | 15' Blaise N'kufo 12' Blaise N'kufo 22' Romano Denneboom 39' Romano Denneboom 44' Romano Denneboom 71' Slobodan Rajković 84' Youssouf Hersi | ADO Den Haag Stadion Toeschouwers: 9.880 Scheidsrechter: Jan Wegereef |

## Kwartfinales

### Wedstrijden
|                    |                                                                                          |               |                                       |                                                                        |
| 4 maart 2009 20:45 | sc Heerenveen                                                                            | 3 – 1 (1 – 1) | N.E.C.                                | Abe Lenstra Stadion Toeschouwers: 20.000 Scheidsrechter: Björn Kuipers |
| 4 maart 2009 20:45 | Paulo Henrique Carneiro Filho 38' Patrik Ingelsten 75' Viktor Elm 77' Arnór Smárason 81' |               | 11' Rachid Bouaouzan 37' Lasse Schöne | Abe Lenstra Stadion Toeschouwers: 20.000 Scheidsrechter: Björn Kuipers |

|                    |                                                               |            |                                                                     |                                                                           |
| 4 maart 2009 18:30 | FC Twente                                                     | 1 – 0 n.v. | De Graafschap                                                       | De Grolsch Veste Toeschouwers: 23.800 Scheidsrechter: Reinold Wiedemeijer |
| 4 maart 2009 18:30 | Edson Braafheid 44' Theo Janssen 115' Marko Arnautović 120+1' |            | 51' Joep van den Ouweland 111' Nicolas Cinalli 116' Resit Schuurman | De Grolsch Veste Toeschouwers: 23.800 Scheidsrechter: Reinold Wiedemeijer |

|                    |                                    |               |                                                                              |                                                              |
| 5 maart 2009 20:45 | AZ                                 | 1 – 2 (1 – 0) | NAC Breda                                                                    | DSB Stadion Toeschouwers: 14.598 Scheidsrechter: Bas Nijhuis |
| 5 maart 2009 20:45 | Mousa Dembélé 13' Kees Luijckx 49' |               | 34' Patrick Mtiliga 55' Nourdin Boukhari 65' Csaba Fehér 77' Anthony Lurling | DSB Stadion Toeschouwers: 14.598 Scheidsrechter: Bas Nijhuis |

|                    |                                                              |                            |                                                    |                                                                         |
| 5 maart 2009 20:00 | Roda JC                                                      | 2 – 3 n.v. (2 – 2) (0 – 1) | FC Volendam                                        | Parkstad Limburg Stadion Toeschouwers: 4.200 Scheidsrechter: Kevin Blom |
| 5 maart 2009 20:00 | Jeanvion Yulu-Matondo 55' Davy De Fauw 67' Edwin Linssen 91' |                            | 15' Tim Bakens 74' Melvin Platje 96' Melvin Platje | Parkstad Limburg Stadion Toeschouwers: 4.200 Scheidsrechter: Kevin Blom |

## Halve finales

### Wedstrijden
|                     | |               | |                                                                   |
| 21 april 2009 20:45 | FC Twente | 3 – 1 (0 – 1) | NAC Breda | De Grolsch Veste Toeschouwers: 24.000 Scheidsrechter: Pieter Vink |
| 21 april 2009 20:45 | Wout Brama Cheik Tioté 46' Theo Janssen 53' Romano Denneboom 78' Kenneth Pérez Youssouf Hersi 82' Blaise N'kufo 86' Romano Denneboom Niels Wellenberg 90' |               | 23' Anthony Lurling 71' Patrick Zwaanswijk 74' Martijn Reuser Ellery Cairo 80' Kees Kwakman Nourdin Boukhari 85' Tyrone Loran 88' Ellery Cairo 88' Tommie van der Leegte Michiel Kramer | De Grolsch Veste Toeschouwers: 24.000 Scheidsrechter: Pieter Vink |

|                     | |               | |                                                                |
| 22 april 2009 20:45 | FC Volendam | 0 – 2 (0 – 1) | sc Heerenveen | Kras Stadion Toeschouwers: 6.000 Scheidsrechter: Björn Kuipers |
| 22 april 2009 20:45 | Paul de Lange 47' Jack Tuijp Melvin Platje 65' Yannick de Wit 66' Yannick de Wit Aaron Meijers 70' Tim Bakens Hamit Yildiz 85' |               | 10' Viktor Elm 46' Brian Vandenbussche 46' Hans Vonk 84' Danijel Pranjić 80' Gerald Sibon Paulo Henrique Carneiro Filho 87' Roy Beerens Tarik Elyounoussi | Kras Stadion Toeschouwers: 6.000 Scheidsrechter: Björn Kuipers |

## Finale
De finale werd gespeeld om 18:00 uur op 17 mei 2009 tussen sc Heerenveen en FC Twente. De locatie was het Stadion Feijenoord te Rotterdam. De scheidsrechter was Jan Wegereef en de assistent-scheidsrechters waren Roger Geutjes en Hans ten Hoove.

### Wedstrijd
|                                     |                                                                          |                              |                                                                                   |                                                                      |
| 17 mei 2009 18:00 Finale KNVB Beker | sc Heerenveen                                                            | 2 – 2 (n.v.) (1 – 1) (1 – 0) | FC Twente                                                                         | De Kuip, Rotterdam Toeschouwers: 45.000 Scheidsrechter: Jan Wegereef |
| 17 mei 2009 18:00 Finale KNVB Beker | Goran Popov 27' Bonaventure Kalou 112'                                   |                              | 54' Eljero Elia 118' Youssouf Hersi                                               | De Kuip, Rotterdam Toeschouwers: 45.000 Scheidsrechter: Jan Wegereef |
| 17 mei 2009 18:00 Finale KNVB Beker | Strafschoppen                                                            |                              |                                                                                   | De Kuip, Rotterdam Toeschouwers: 45.000 Scheidsrechter: Jan Wegereef |
| 17 mei 2009 18:00 Finale KNVB Beker | Viktor Elm Michael Dingsdag Michel Breuer Bonaventure Kalou Gerald Sibon | 5 – 4                        | Theo Janssen Blaise N'Kufo Youssouf Hersi Edson Braafheid Douglas Franco Teixeira | De Kuip, Rotterdam Toeschouwers: 45.000 Scheidsrechter: Jan Wegereef |

| Heerenveen | FC Twente |

| sc Heerenveen: |    |                      |           |
|                |    |                      |           |
| GK             | 24 | Hans Vonk            |           |
| RB             | 4  | Michel Breuer        |           |
| CB             | 3  | Kristian Bak Nielsen |           |
| CB             | 5  | Michael Dingsdag     |           |
| LB             | 20 | Goran Popov          | 45+2'     |
| CM             | 17 | Christian Grindheim  | 74'       |
| CM             | 15 | Michal Švec          | 20' 78'   |
| CM             | 7  | Viktor Elm           |           |
| RW             | 8  | Roy Beerens          | 87'       |
| CF             | 35 | Gerald Sibon         | 43'       |
| LW             | 10 | Danijel Pranjić      |           |
| Wisselspelers: |    |                      |           |
| FW             | 21 | Bonaventure Kalou    | 74'       |
| MF             | 9  | Geert Arend Roorda   | 78' 90+2' |
| FW             | 12 | Paulo Henrique       | 87'       |
| Coach:         |    |                      |           |
| Trond Sollied  |    |                      |           |

| FC Twente:     |    |                   |      |
|                |    |                   |      |
| GK             | 1  | Sander Boschker   |      |
| RB             | 19 | Douglas           |      |
| CB             | 4  | Peter Wisgerhof   | 17'  |
| CB             | 5  | Slobodan Rajković |      |
| LB             | 3  | Edson Braafheid   |      |
| CM             | 18 | Cheik Tioté       |      |
| CM             | 10 | Kenneth Pérez     | 84'  |
| CM             | 24 | Theo Janssen      | 52'  |
| RW             | 21 | Marko Arnautović  | 12'  |
| CF             | 9  | Blaise N'Kufo     |      |
| LW             | 15 | Eljero Elia       | 101' |
| Wisselspelers: |    |                   |      |
| FW             | 7  | Romano Denneboom  | 12'  |
| DF             | 8  | Ronnie Stam       | 17'  |
| MF             | 17 | Youssouf Hersi    | 84'  |
| Coach:         |    |                   |      |
| Steve McClaren |    |                   |      |

| KNVB Beker 2008/09         |
| -------------------------- |
| sc Heerenveen Eerste titel |

## Geëlimineerde clubs
De volgende clubs zijn geëlimineerd:
| Ronde 1           | Ronde 2          | Ronde 3               | Achtste finales  | Kwartfinales  | Halve finales | Finale    | Winnaar beker |
| ----------------- | ---------------- | --------------------- | ---------------- | ------------- | ------------- | --------- | ------------- |
| DOTO              | Be Quick 1887    | RKC Waalwijk          | FC Dordrecht     | De Graafschap | NAC Breda     | FC Twente | sc Heerenveen |
| Groene Ster       | TOP Oss          | FC Den Bosch          | Feyenoord        | N.E.C.        | FC Volendam   |           |               |
| SMVC Fair Play    | Jong PSV         | AGOVV Apeldoorn       | Sparta Rotterdam | Roda JC       |               |           |               |
| Hollandia 2       | FC Emmen         | WKE                   | Excelsior        | AZ            |               |           |               |
| RKVVO             | MVV              | FC Omniworld          | Achilles '29     |               |               |           |               |
| Hoogeveen         | FC Utrecht       | Rijnsburgse Boys      | FC Lienden       |               |               |           |               |
| ONS Sneek         | GVVV             | Willem II             | FC Groningen     |               |               |           |               |
| Deurne            | Haarlem          | Ajax                  | ADO Den Haag     |               |               |           |               |
| Schijndel/Bol Acc | Spakenburg       | Fortuna Sittard       |                  |               |               |           |               |
| UNA               | Quick Boys 2     | Telstar               |                  |               |               |           |               |
| Gemert            | Kozakken Boys    | FC Eindhoven          |                  |               |               |           |               |
| Achilles Veen     | Papendrecht      | Haaglandia/Winston    |                  |               |               |           |               |
| Baronie           | Hollandia        | Vitesse               |                  |               |               |           |               |
| DESK              | Helmond Sport    | SC Cambuur Leeuwarden |                  |               |               |           |               |
| Glanerbrug        | Sparta Nijkerk   | PSV                   |                  |               |               |           |               |
| SHO               | Go Ahead Eagles  | HHC Hardenberg        |                  |               |               |           |               |
| Excelsior '31     | Heracles Almelo  |                       |                  |               |               |           |               |
| Argon             | FC Lisse         |                       |                  |               |               |           |               |
| Eems Boys         | BV Veendam       |                       |                  |               |               |           |               |
| VV ASVB           | RBC Roosendaal   |                       |                  |               |               |           |               |
| DWV               | Quick Boys       |                       |                  |               |               |           |               |
| GVV Unitas        | De Bataven       |                       |                  |               |               |           |               |
| Xerxes            | EHC              |                       |                  |               |               |           |               |
| Westlandia        | FC Zwolle        |                       |                  |               |               |           |               |
|                   | Ajax (amateurs)  |                       |                  |               |               |           |               |
|                   | De Treffers      |                       |                  |               |               |           |               |
|                   | IJsselmeervogels |                       |                  |               |               |           |               |
|                   | Jong FC Twente   |                       |                  |               |               |           |               |
|                   | VVV-Venlo        |                       |                  |               |               |           |               |
|                   | HSC'21           |                       |                  |               |               |           |               |
|                   | Be Quick '28     |                       |                  |               |               |           |               |
|                   | Capelle          |                       |                  |               |               |           |               |

## Topscorers
| #  | Naam                 | Club                   | Goals |
| -- | -------------------- | ---------------------- | ----- |
| 1  | Paul Weerman         | WKE                    | 5     |
| 2  | Danijel Pranjić      | sc Heerenveen          | 4     |
| 2  | Viktor Elm           | sc Heerenveen          | 4     |
| 2  | Blaise N'Kufo        | FC Twente              | 4     |
| 2  | Eljero Elia          | FC Twente              | 4     |
| 2  | Sylvano Comvalius    | Quick Boys 2           | 4     |
| 2  | Donny de Groot       | De Graafschap          | 4     |
| 2  | Ivo Rigter           | Achilles '29           | 4     |
| 9  | Romano Denneboom     | FC Twente              | 3     |
| 9  | Youssouf Hersi       | FC Twente              | 3     |
| 9  | Marcus Berg          | FC Groningen           | 3     |
| 9  | Serhat Koç           | FC Eindhoven           | 3     |
| 9  | Roy Makaay           | Feyenoord              | 3     |
| 9  | Lasse Schöne         | N.E.C.                 | 3     |
| 9  | Jack Tuyp            | FC Volendam            | 3     |
| 9  | Thijs Hendriks       | Achilles '29           | 3     |
| 9  | Bram van den Berg    | Haaglandia/Sir Winston | 3     |
| 9  | Daan Akkerman        | HSC '21                | 3     |
| 9  | Willem Lanjouw       | Be Quick 1887          | 3     |
| 9  | Stefan Fredriksen    | Sparta Nijkerk         | 3     |
| 9  | Giovanni Klaverweide | Papendrecht            | 3     |
| 22 | 37 Spelers           | 37 Spelers             | 2     |
| 59 | 159 Spelers          | 159 Spelers            | 1     |

Er is ėėn eigen doelpunt gescoord, door Herman Jan Stavast (VV Hoogeveen) in de eerste ronde wedstrijd tegen Be Quick '28.
Samen zijn er 305 doelpunten gescoord. Dat komt op een gemiddelde neer van 3.506 doelpunten per wedstrijd.

## Deelnemers per ronde
De deelnemers per ronde zijn:
| Deelnemerscategorie | Ronde 1  | Ronde 2  | Ronde 3  | Achtste finale | Kwartfinale | Halve finale | Finale   | Winnaar  |
| ------------------- | -------- | -------- | -------- | -------------- | ----------- | ------------ | -------- | -------- |
| Eredivisie          | (bye)    | 18 (28%) | 16 (50%) | 12 (75%)       | 8 (100%)    | 4 (100%)     | 2 (100%) | 1 (100%) |
| Eerste divisie      | (bye)    | 20 (31%) | 10 (31%) | 2 (12,5%)      | 0 (0%)      | 0 (0%)       | 0 (0%)   | 0 (0%)   |
| Beloften            | (bye)    | 2 (3%)   | 0 (0%)   | 0 (0%)         | 0 (0%)      | 0 (0%)       | 0 (0%)   | 0 (0%)   |
| Hoofdklasse         | 35 (74%) | 22 (34%) | 6 (19%)  | 2 (12,5%)      | 0 (0%)      | 0 (0%)       | 0 (0%)   | 0 (0%)   |
| Eerste Klasse       | 5 (10%)  | 1 (2%)   | 0 (0%)   | 0 (0%)         | 0 (0%)      | 0 (0%)       | 0 (0%)   | 0 (0%)   |
| Tweede Klasse       | 2 (4%)   | 0 (0%)   | 0 (0%)   | 0 (0%)         | 0 (0%)      | 0 (0%)       | 0 (0%)   | 0 (0%)   |
| Derde Klasse        | 1 (2%)   | 0 (0%)   | 0 (0%)   | 0 (0%)         | 0 (0%)      | 0 (0%)       | 0 (0%)   | 0 (0%)   |
| Vierde Klasse       | 2 (4%)   | 0 (0%)   | 0 (0%)   | 0 (0%)         | 0 (0%)      | 0 (0%)       | 0 (0%)   | 0 (0%)   |
| Vijfde Klasse       | 1 (2%)   | 0 (0%)   | 0 (0%)   | 0 (0%)         | 0 (0%)      | 0 (0%)       | 0 (0%)   | 0 (0%)   |
| Reservehoofdklasse  | 2 (4%)   | 1 (2%)   | 0 (0%)   | 0 (0%)         | 0 (0%)      | 0 (0%)       | 0 (0%)   | 0 (0%)   |
| Totaal              | 48       | 64       | 32       | 16             | 8           | 4            | 2        | 1        |

Seizoenen: 1898/99 · 1899/00 · 1900/01 · 1901/02 · 1902/03 · 1903/04 · 1904/05 · 1905/06 · 1906/07 · 1907/08 · 1908/09 · 1909/10 · 1910/11 · 1911/12 · 1912/13 · 1913/14 · 1914/15 · 1915/16 · 1916/17 · 1917/18 · 1918/19 · 1919/20 · 1920/21 · 1921/22 · 1922/23 · 1923/24 · 1925 · 1925/26 · 1926/27 · 1927/28 · 1928/29 · 1929/30 · 1930/31 · 1931/32 · 1932/33 · 1933/34 · 1934/35 · 1935/36 · 1936/37 · 1937/38 · 1938/39 · 1939/40 · 1940/41 · 1941/42 · 1942/43 · 1943/44 · 1944/45 · 1945/46 · 1946/47 · 1947/48 · 1948/49 · 1949/50 · 1950/51 · 1951/52 · 1952/53 · 1953/54 · 1954/55 · 1955/56 · 1956/57 · 1957/58 · 1958/59 · 1959/60 · 1960/61 · 1961/62 · 1962/63 · 1963/64 · 1964/65 · 1965/66 · 1966/67 · 1967/68 · 1968/69 · 1969/70 · 1970/71 · 1971/72 · 1972/73 · 1973/74 · 1974/75 · 1975/76 · 1976/77 · 1977/78 · 1978/79 · 1979/80 · 1980/81 · 1981/82 · 1982/83 · 1983/84 · 1984/85 · 1985/86 · 1986/87 · 1987/88 · 1988/89 · 1989/90 · 1990/91 · 1991/92 · 1992/93 · 1993/94 · 1994/95 · 1995/96 · 1996/97 · 1997/98 · 1998/99 · 1999/00 · 2000/01 · 2001/02 · 2002/03 · 2003/04 · 2004/05 · 2005/06 · 2006/07 · 2007/08 · 2008/09 · 2009/10 · 2010/11 · 2011/12 · 2012/13 · 2013/14 · 2014/15 · 2015/16 · 2016/17 · 2017/18 · 2018/19 · 2019/20 · 2020/21 · 2021/22 · 2022/23 · 2023/24 · 2024/25 · 2025/26
Finales: 2013 · 2014 · 2015 · 2016 · 2017 · 2018 · 2019 · 2020 · 2021 · 2022 · 2023 · 2024 · 2025
Nederland: Eredivisie · Eerste divisie · Tweede divisie · Derde divisie/Topklasse · KNVB Beker
Europa: Champions League · Europa Cup I · Europa Cup II · Europa League · UEFA Cup · Jaarbeursstedenbeker · Intertoto Cup